# Rochefort-en-Yvelines
Pour les articles homonymes, voir Rochefort.
Rochefort-en-Yvelines est une commune française située dans le département des Yvelines en région Île-de-France.

## Géographie

### Description
Rochefort-en-Yvelines est une commune résidentielle située à 30 minutes de Paris par l'autoroute, dans le sud-est des Yvelines, près de la limite de l'Essonne dans le massif forestier de Rambouillet. Elle est à 15 kilomètres environ à l'est de Rambouillet et à 8 kilomètres environ au nord de Dourdan.
La commune fait partie du parc naturel régional Haute Vallée de Chevreuse.

### Communes voisines
Les communes limitrophes sont Bonnelles au nord-est, Longvilliers à l'est et au sud, Saint-Arnoult-en-Yvelines à l'ouest et Bullion au nord.

### Hydrographie
Le village de Rochefort est situé sur la butte de la Moque-Bouteille, et est entouré par quatre rivières : la Rémarde au sud, la Rabette à l'ouest, l'Aulne au nord et la Gloriette à l'est.

### Transports et voies de communications
Les communications sont assurées par des routes départementales :  l'ancienne route nationale 188  (actuelle RD 988) qui relie Orsay et Palaiseau à Ablis dans le sud des Yvelines, la RD 27 qui la relie à Rambouillet et la RD 149 orientée vers le nord qui contourne le village par une déviation. Un échangeur dans la commune voisine de Longvilliers donne accès à l'autoroute A 10 toute proche.
La commune est desservie par les lignes 39.07, 39.07A, 39.07B, 39.30C, Express 10, 23 et 29 du réseau de bus Centre et Sud Yvelines.
Le sentier de grande randonnée GR 11 (tour de l'Île-de-France) longe la limite ouest de la commune dans la forêt. Le GR 1 traverse aussi le territoire de la commune.

### Climat
Pour des articles plus généraux, voir Climat de l'Île-de-France et Climat des Yvelines.
En 2010, le climat de la commune est de type climat océanique dégradé des plaines du Centre et du Nord, selon une étude du CNRS s'appuyant sur une série de données couvrant la période 1971-2000. En 2020, Météo-France publie une typologie des climats de la France métropolitaine dans laquelle la commune est exposée à un climat océanique altéré et est dans la région climatique Sud-ouest du bassin Parisien, caractérisée par une faible pluviométrie, notamment au printemps (120 à 150 mm) et un hiver froid (3,5 °C).
Pour la période 1971-2000, la température annuelle moyenne est de 10,7 °C, avec une amplitude thermique annuelle de 15 °C. Le cumul annuel moyen de précipitations est de 653 mm, avec 10,6 jours de précipitations en janvier et 7,8 jours en juillet. Pour la période 1991-2020, la température moyenne annuelle observée sur la station météorologique la plus proche, située sur la commune de Dourdan à 7 km à vol d'oiseau, est de 11,4 °C et le cumul annuel moyen de précipitations est de 654,2 mm,. Pour l'avenir, les paramètres climatiques de la commune estimés pour 2050 selon différents scénarios d'émission de gaz à effet de serre sont consultables sur un site dédié publié par Météo-France en novembre 2022.

## Urbanisme

### Typologie
Au 1er janvier 2024, Rochefort-en-Yvelines est catégorisée commune rurale à habitat dispersé, selon la nouvelle grille communale de densité à sept niveaux définie par l'Insee en 2022.
Elle est située hors unité urbaine. Par ailleurs la commune fait partie de l'aire d'attraction de Paris, dont elle est une commune de la couronne,. Cette aire regroupe 1 929 communes,.

### Occupation des solssimplifiée
Le territoire de la commune se compose en 2017 de 89,3 % d'espaces agricoles, forestiers et naturels, 7,3 % d'espaces ouverts artificialisés et 3,4 % d'espaces construits artificialisés.

### Occupation des sols détaillée
Le tableau ci-dessous présente l'occupation des sols de la commune en 2018, telle qu'elle ressort de la base de données européenne d’occupation biophysique des sols Corine Land Cover (CLC).
| Type d’occupation                             | Pourcentage | Superficie (en hectares) |
| --------------------------------------------- | ----------- | ------------------------ |
| Tissu urbain discontinu                       | 3,8%        | 49 \|                    |
| Équipements sportifs et de loisirs            | 6,2%        | 79                       |
| Terres arables hors périmètres d'irrigation   | 4,7%        | 60                       |
| Prairies et autres surfaces toujours en herbe | 4,1%        | 53                       |
| Systèmes culturaux et parcellaires complexes  | 2,2%        | 28                       |
| Forêts de feuillus                            | 79,0%       | 1009                     |
| Source : Corine Land Cover                    |             |                          |

### Hameaux de la commune
- Bourgneuf.

## Toponymie
Le nom de Rochefort-en-Yvelines apparaît pour la première fois dans les Historiæ ecclesiasticæ d'Orderic Vital (1123/1141) où est mentionnée [Lucienne], fille de Gui le Rouge : filiam Guidonis Rubei, comitis de Rupeforti, « la fille de Gui le Rouge, comte de Rochefort ». Cette citation concerne un événement précis : l'annulation du mariage entre Lucienne et le roi Louis le Gros en 1107, et représente donc une attestation indirecte du nom de Rochefort pour cette époque. Noté Rupiford en 1196, il est encore attesté dans le pouillé du diocèse de Chartres sous la forme Ruppis fortis vers 1272. On relève la graphie moderne Rochefort en 1261 dans le journal des visites d'Eudes Rigaud, archevêque de Rouen, au XVe siècle dans les Grandes Chroniques de France, en 1617 sur une carte du gouvernement de l'Île-de-France, en 1660 sur une autre du diocèse de Chartres, etc. La forme déterminée Rochefort-en-Yvelines, adoptée en 1878, ne devient courante qu'au XXe siècle.
Ce nom représente une formation médiévale très fréquente constituée de l'ancien français roche employé au sens de « château fort sur une hauteur (rocheuse) », déterminé par l'adjectif fort,. Il fait allusion au château de Rochefort-en-Yvelines, château fort de Gui Ier de Rochefort, apparemment construit à l'emplacement d'un ancien oppidum gaulois.
Le déterminant locatif du département -en-Yvelines marque par ailleurs son attachement à la région naturelle de l'Yveline,.

## Histoire

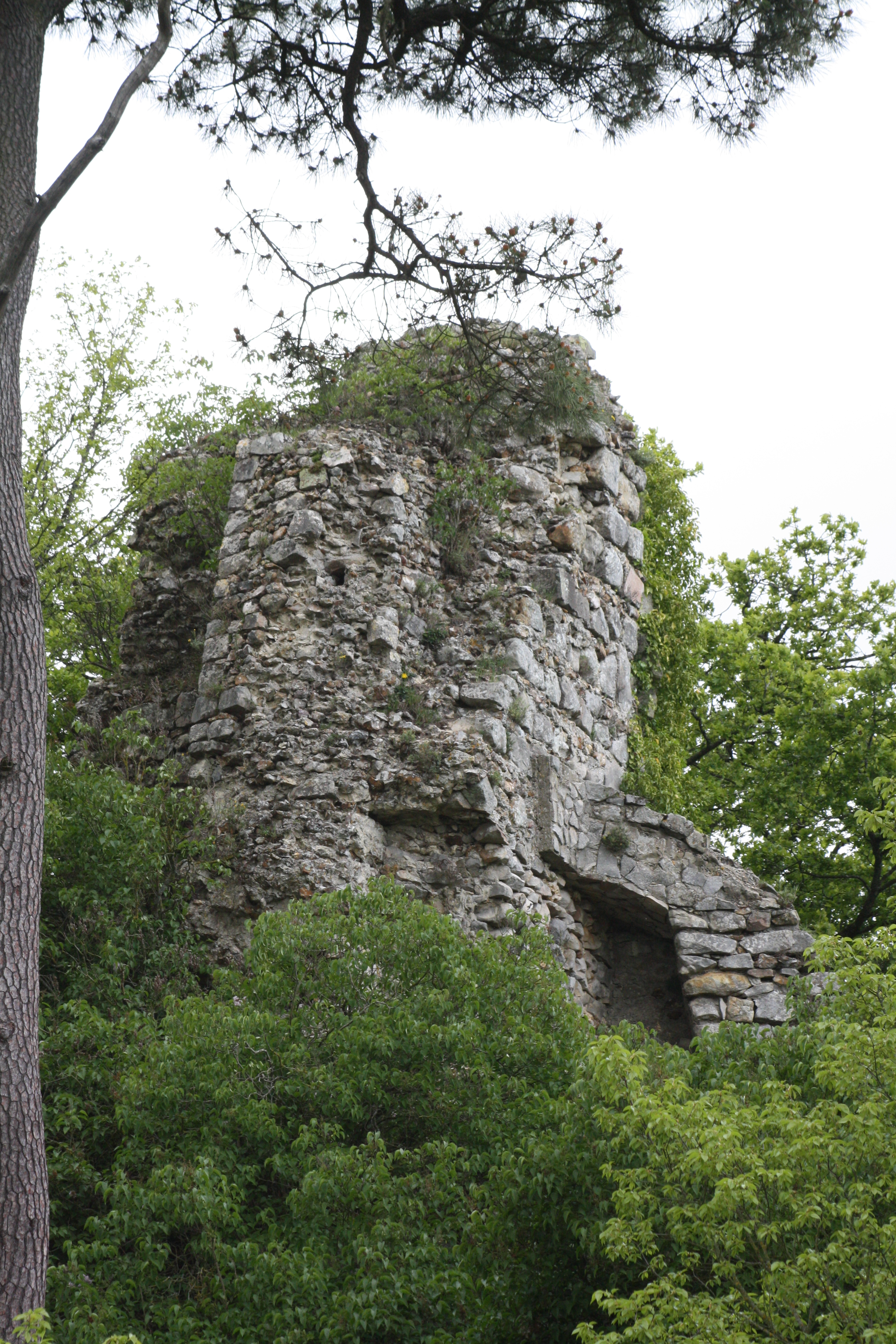
Ruines de la tour du château médiéval.

### Préhistoire et antiquité
Le site de Rochefort-en-Yvelines est habité depuis la Préhistoire, comme en témoignent les outils de silex retrouvés dans la commune et la grotte ornée du Normont découverte en 1992 en bordure du massif forestier de Rambouillet, dans le domaine du golf.
Ce fut à l'époque romaine un oppidum gaulois dominant les vallées environnantes.

### Moyen Âge
Dans la deuxième moitié du XIe siècle, Guy Ier (II) de Montlhéry de Rochefort, dit Guy le Rouge, qui héritait de la vicomté de l’Étampois chartrain de sa mère Hodierne et de son oncle Guillaume de Gometz, fit construire au sommet de l'oppidum un château fort imposant. Rochefort dépendit donc  de la famille des sires de Montlhéry, et Auneau — aussi un domaine des Montlhéry — était un fief relevant directement de Rochefort. 
La seigneurie, dotée du titre de principauté, passa au cours des siècles entre les mains de diverses familles toutes liées entre elles, dont :
- les Garlande (le sénéchal Anseau de Garlande, par sa femme Béatrice/Agnès de Rochefort-Montlhéry, est le gendre — plutôt que le beau-frère — de Guy le Rouge),
- les Montfort (Agnès de Garlande, fille du sénéchal Anseau, épouse Amaury III de Montfort-l'Amaury),
- et les Silly (Marguerite Le Riche dame d'Auneau, lointaine descendante de Béatrice de Montlhéry fille plutôt que sœur de Guy le Rouge, acquiert Rochefort vers 1370-1380 de sa lointaine cousine Isabelle de Pierrepont comtesse de Roucy, arrière-petite-fille de Jean IV de Pierrepont-Roucy et de Jeanne de Dreux-La Suze : or cette dernière était fille de Béatrice de Montfort, lointaine descendante d'Amaury III et d'Agnès de Garlande ; Perrette Bureau de La Rivière, fille de Marguerite Le Riche d'Auneau et de Charles/Jean Bureau III de La Rivière, épouse Guy VI ou X de La Roche-Guyon, † 1415 à Azincourt : leur petite-fille Marie de La Roche-Guyon, dame de La Roche-Guyon, Auneau et Rochefort, épouse Bertin de Silly).

### Époque moderne
En 1596, Rochefort échut à Hercule de Rohan, petit-fils maternel de Catherine de Silly (arrière-petite-fille de Bertin et Marie), qui fit reconstruire le château. La principauté de Rochefort resta la propriété des Rohan jusqu'à la Révolution française. La branche de Rochefort, seule subsistante, porte encore le titre de « prince de Rochefort ». Le château est encore reconstruit au XVIIIe siècle fut alors démoli.

### Époque contemporaine
Vers 1853, la mairie s'installe dans le bâtiment du bailliage (où elle se trouve encore actuellement) qui servit autrefois de tribunal et de prison. Il fut légué à la commune en 1831 par la famille Rohan.
Entre 1899 et 1904 est construit le château Porgès de Rochefort-en-Yvelines.
La commune a été desservie par la ligne Paris - Chartres par Gallardon n’ayant fonctionné que huit ans, de 1931 à 1939, et ce bien que le tronçon Chartres - Rochefort-en-Yvelines ait été achevé en 1921.  La ligne, jamais achevée vers Paris et a été finalement déclassée en 1953.

## Politique et administration

### Rattachements administratifs et électoraux
Antérieurement à la loi du 10 juillet 1964, la commune faisait partie du département de Seine-et-Oise. La réorganisation de la région parisienne en 1964 fit que la commune appartient désormais au département des  Yvelines et à son arrondissement de Rambouillet, après un transfert administratif effectif au 1er janvier 1968.
Pour l'élection des députés, elle fait partie depuis 1988 de la dixième circonscription des Yvelines.
Elle faisait partie depuis 1801 du canton de Dourdan-Nord  du département de Seine-et-Oise. Lors de la mise en place des Yvelines, elle est rattachée en 1967 au canton de Saint-Arnoult-en-Yvelines. Dans le cadre du redécoupage cantonal de 2014 en France, la commune est désormais membre du canton de Rambouillet.

### Intercommunalité
La commune a intégré en 2012 la communauté de communes Plaines et Forêts d'Yveline, qui se transforme en 2015 en communauté d'agglomération sous le nom de Rambouillet Territoires Communauté d’Agglomération (RTCA).
Celle-ci fusionne avec ses voisines pour former, le 1er janvier 2017, la communauté d'agglomération Rambouillet Territoires dont la commune est désormais membre.

### Liste des maires
| Période                                  | Période                     | Identité        | Étiquette | Qualité                                                                                                |
| ---------------------------------------- | --------------------------- | --------------- | --------- | --- |
| Les données manquantes sont à compléter. |                             |                 |           | |
| mai 1925                                 | ?                           | M. Sageret      |           | |
| ?                                        | ?                           | Jean Pouguet    |           | |
| mars 1983                                | ?                           | Gérald Hitier   |           | |
|                                          |                             |                 |           | |
| juin 1995                                | 2014                        | Georges Bénizé  | LR        | Directeur d’un organisme de placement spécialisé Conseiller départemental de rambouillet (2015 → 2018) |
| 2014                                     | En cours (au 13 avril 2021) | Sylvain Lambert |           | Vice-président de la CA Rambouillet Territoires (2020 → ) Réélu pour le mandat 2020-2026               |

## Population et société

### Démographie

#### Évolution démographique
L'évolution du nombre d'habitants est connue à travers les recensements de la population effectués dans la commune depuis 1793. Pour les communes de moins de 10 000 habitants, une enquête de recensement portant sur toute la population est réalisée tous les cinq ans, les populations de référence des années intermédiaires étant quant à elles estimées par interpolation ou extrapolation. Pour la commune, le premier recensement exhaustif entrant dans le cadre du nouveau dispositif a été réalisé en 2008.

En 2022, la commune comptait 897 habitants, en évolution de +0,22 % par rapport à 2016 (Yvelines : +2,72 %, France hors Mayotte : +2,11 %).
| 1793 | 1800 | 1806 | 1821 | 1831 | 1836 | 1841 | 1846 | 1851 |
| ---- | ---- | ---- | ---- | ---- | ---- | ---- | ---- | ---- |
| 744  | 659  | 668  | 610  | 614  | 580  | 610  | 599  | 522  |

| 1856 | 1861 | 1866 | 1872 | 1876 | 1881 | 1886 | 1891 | 1896 |
| ---- | ---- | ---- | ---- | ---- | ---- | ---- | ---- | ---- |
| 561  | 505  | 543  | 509  | 547  | 569  | 542  | 560  | 536  |

| 1901 | 1906 | 1911 | 1921 | 1926 | 1931 | 1936 | 1946 | 1954 |
| ---- | ---- | ---- | ---- | ---- | ---- | ---- | ---- | ---- |
| 632  | 621  | 569  | 420  | 410  | 372  | 358  | 395  | 329  |

| 1962 | 1968 | 1975 | 1982 | 1990 | 1999 | 2006 | 2008 | 2013 |
| ---- | ---- | ---- | ---- | ---- | ---- | ---- | ---- | ---- |
| 363  | 441  | 458  | 610  | 783  | 774  | 913  | 953  | 890  |

| 2018 | 2022 | - | - | - | - | - | - | - |
| ---- | ---- | - | - | - | - | - | - | - |
| 916  | 897  | - | - | - | - | - | - | - |

#### Pyramide des âges
En 2018, le taux de personnes d'un âge inférieur à 30 ans s'élève à 34,2 %, soit en dessous de la moyenne départementale (38 %). À l'inverse, le taux de personnes d'âge supérieur à 60 ans est de 24,3 % la même année, alors qu'il est de 21,7 % au niveau départemental.
En 2018, la commune comptait 444 hommes pour 472 femmes, soit un taux de 51,53 % de femmes, légèrement supérieur au taux départemental (51,32 %).
Les pyramides des âges de la commune et du département s'établissent comme suit.
| Hommes | Classe d’âge | Femmes |
| ------ | ------------ | ------ |
| 0,2    | 90 ou +      | 0,8    |
| 5,6    | 75-89 ans    | 6,8    |
| 18,2   | 60-74 ans    | 16,7   |
| 26,8   | 45-59 ans    | 25,2   |
| 14,9   | 30-44 ans    | 16,1   |
| 15,1   | 15-29 ans    | 14,6   |
| 19,1   | 0-14 ans     | 19,7   |

| Hommes | Classe d’âge | Femmes |
| ------ | ------------ | ------ |
| 0,6    | 90 ou +      | 1,4    |
| 6      | 75-89 ans    | 7,8    |
| 13,5   | 60-74 ans    | 14,8   |
| 20,7   | 45-59 ans    | 20,1   |
| 19,6   | 30-44 ans    | 19,9   |
| 18,5   | 15-29 ans    | 16,8   |
| 21,2   | 0-14 ans     | 19,2   |

### Sports
À la salle des fêtes, tous les ans il y a un forum pour s'inscrire à de multiples activités telle que le piano, le théâtre ou encore le Tai-chi-chuan.[réf. nécessaire].
Golf.

### Manifestations culturelles et festivités
La fête patronale de Rochefort-en-Yvelines avait traditionnellement lieu à la Saint-Gilles, le 1er septembre. Elle se terminait la nuit par une retraite aux flambeaux[réf. nécessaire].
Village représentant l'Ile de France lors de l'édition 2025 du "Village préféré des Français"

## Économie
L'activité économique de la commune est marquée par la sylviculture, l'élevage (haras) et le tourisme[réf. nécessaire].

## Culture locale et patrimoine

### Lieux et monuments
- Grotte du Normont : grotte ornée de l'époque mésolithique.
- Château Rupestre/Féodal de Rochefort-en-Yvelines : vestiges du château fort : ancien château du XIe siècle construit par Gui le Rouge.
- Église Saint-Gilles-et-de-l'Assomption : édifice en pierre de style roman des XIe et XIIe siècles. La « chapelle des Princes » abrite les sépultures de la famille de Rohan.
- Ancien bailliage : bâtiment du XVIIe siècle hébergeant actuellement la mairie.
- Château Porgès de Rochefort-en-Yvelines : château construit entre 1896 et 1904 par l'architecte Charles Mewès pour le diamantaire Jules Porgès, inspiré de l'hôtel de Salm (Palais de la Légion d'honneur) mais de proportions doubles. Ce fut une entreprise démesurée qui n'a pas été achevée. Il est aujourd'hui le siège d'un golf.
- Lavoir du XIXe siècle.

### Personnalités liées à la commune

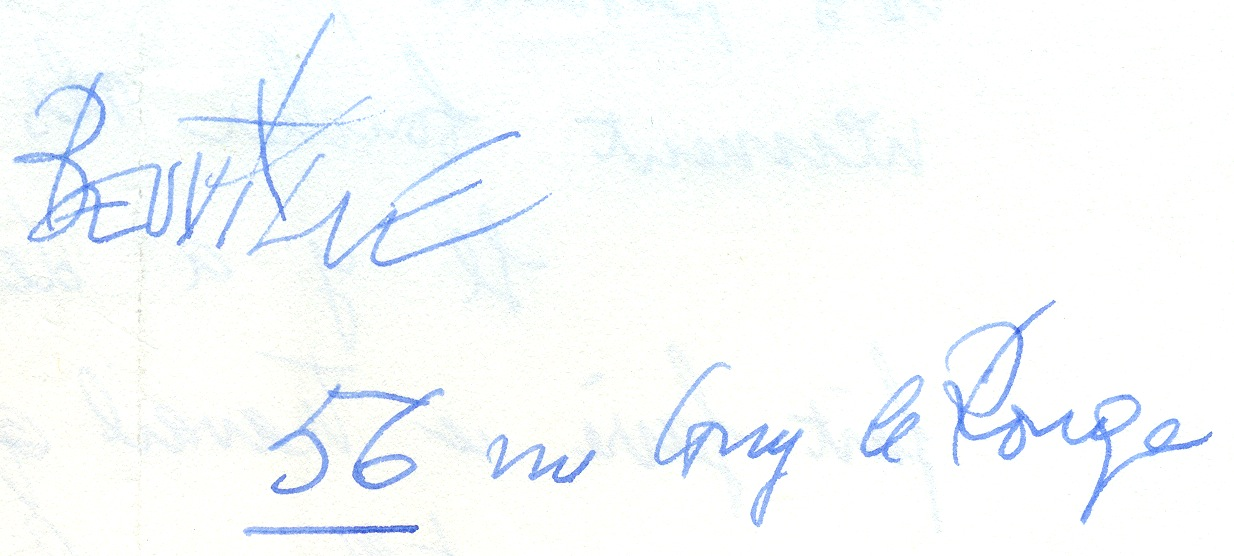
Signature de Georges Beuville et adresse manuscrite de sa maison à Rochefort-en-Yvelines en 1977.

- Gui Ier de Rochefort, alias Gui de Montlhéry ou Gui le Rouge (~1055-1108), seigneur du lieu.
- Simon IV de Montfort, seigneur de Rochefort et constructeur du donjon/clocher de l'église de Rochefort.
- Marie de La Roche-Guyon (vers 1434-1498) dame de Rochefort.
- René-Louis Chrétien (1867-1945), peintre français, y a vécu et y est mort.
- Raymond Loewy (1893-1986), designer industriel, est inhumé dans la commune, où il avait acquis le manoir de la Cense, construit au XVIe siècle pour Gabrielle d'Estrées.
- Georges Beuville (1902-1982), illustrateur et peintre de l'Air y est mort.
- Remo Forlani (1927-2009), écrivain français, est inhumé dans la commune[37], où résidaient sa grand-mère maternelle et sa tante, et où il séjournait enfant durant les vacances, souvenirs longuement évoqués dans son ouvrage La Déglingue[38], en 1995.

### Héraldique
| Blason de Rochefort-en-Yvelines | Blason  | Coupé : au premier : d'or à la croix de gueules cantonnée de quatre alérions d'azur ; au second : de gueules à neuf macles d'or (qui est de Rohan) ; et à un château d'argent maçonné de sable brochant en abîme sur le tout. |
| Blason de Rochefort-en-Yvelines | Détails | |